# Nomophila incognita
Nomophila incognita là một loài bướm đêm trong họ Crambidae.